# Mitrafilina
La Mitrafilina, un derivado del oxindol, es un alcaloide activo en las hojas del árbol Mitragyna speciosa, Como constituyente no narcótico, también se encuentra en una cantidad significativa en la corteza de Uncaria tomentosa (uña de gato) junto con varios alcaloides isoméricos.
U. tomentosa (Willd. ex Roem. & Schult.) DC. (fam. Rubiaceae) es ampliamente utilizada por las poblaciones sudamericanas para tratar muchas dolencias asociadas con trastornos inflamatorios. Se demostró que la mitrafilina es el principal alcaloide oxindólico pentacíclico presente en el extracto clorofórmico de la corteza de esta planta. Su actividad frente a las citocinas implicadas en el proceso de inflamación se probó en un modelo animal murido in vivo. A menudo se le conoce como '7-OH'. Fue descripta por primera vez en 1994.
La mitrafilina inhibió alrededor del 50% de la liberación de interleucinas 1α, 1β, 17 y TNF-α. Esta actividad fue similar a la dexametasona. También redujo casi un 40% la producción de interleucina 4 (IL-4) mientras que el glucocorticoide no lo hizo.
La investigación actual se centra en los efectos antiproliferativos y citotóxicos y su eficacia in vivo para inducir la apoptosis en líneas celulares de cáncer de mama humano, sarcoma y leucemia linfoblástica.